# Atarba bismila
Atarba bismila är en tvåvingeart som beskrevs av Alexander 1969. Atarba bismila ingår i släktet Atarba och familjen småharkrankar. Inga underarter finns listade i Catalogue of Life.